# 東方旅行記
『東方旅行記』(とうほうりょこうき、The Travels of Sir John Mandeville)は、14世紀後半に成立した旅行記。ヨーロッパ、中近東、アジアを遍歴した騎士ジョン・マンデヴィルの一人称の物語となっている。
2部構成となっていて、第1部では聖地エルサレムへ至る巡礼の旅で遭遇する事物がいくつもの陸路、海路を通過する場合を想定して描かれ、第2部では聖地よりさらに東方の非キリスト教世界の奇異驚嘆の数々を描く。日本では1919年（大正8年）に『マンダヴィル東洋旅行記』として出版された。

## 著者
騎士サー・ジョン・マンデヴィル。イギリスのセント・オールバンズにて生まれ育つ。1322年9月29日聖ミカエルの日に、エルサレムの教会や聖堂を訪れるためにイングランドを出発し、1356年に帰国する。その後、訪れたのはエルサレムの聖地だけでなく、世界各地へと足を伸ばしたと主張し旅行記を書いた。しかしながら、マンデヴィルという人物が実在した確たる証拠は存在しない。マンデヴィルの正体に関しては、山師、経歴を詐称したフランス人、殺人者、実在の人物ではない、など文献が残されている。また、東方旅行記を書いたのはマンデヴィル以外だという説もあり、ベルギーのリエージュの内科医ジャン・ド・ブルゴーニュ、リエージュの公証人ジャン・ドゥートルムーズ、作者を特定しないまでもイギリス人の作であるとするものがある。

## 内容

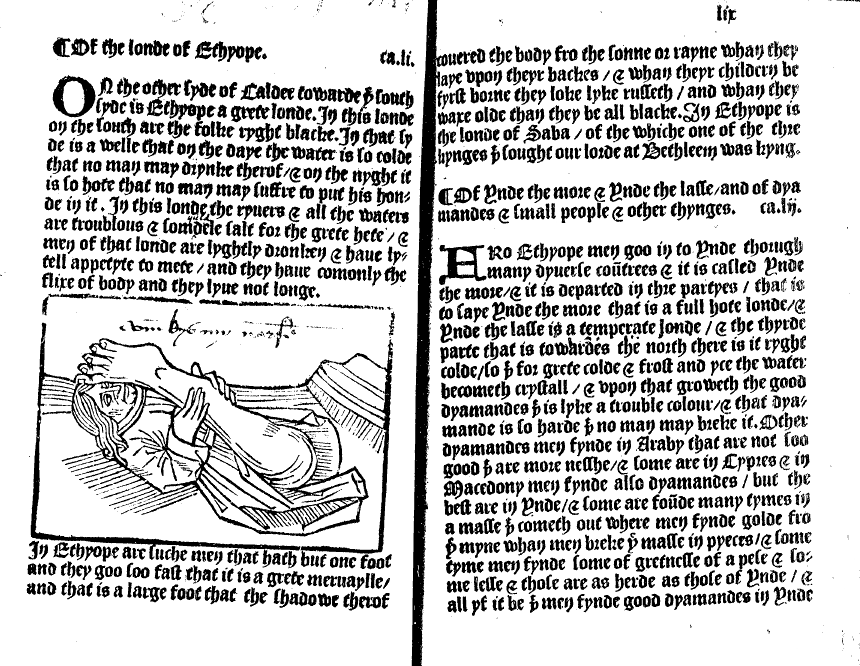
ドゥンデヤ島の近くの島に住む一本足の人間

旅行記の成立時期は明確になっていないが、1360年よりもやや後の時代だと考えられている。1725年に刊行されたコットン版の英訳本の記述より、従来は旅行記の原文はラテン語で書かれ、著者であるマンデヴィルによってフランス語に訳され、その後英語に訳されたと考えられていた。しかし、コットン版の翻訳には誤りがあり、フランス語版の序文から原文はフランス語とする説もある。
『東方旅行記』の内容は二部に分けることができる。第1部ではコンスタンティノープルからはじまり、ビザンツ帝国の首都から南下して、キプロス、シリア、エルサレム、シナイ砂漠の修道院を訪れる。第2部ではインド、中国からジャワやスマトラに向かう。ファンタジーの世界で描かれていて、首から上が犬になった女、双頭の雁、巨大なかたつむり、体全体を覆う程の巨大な一本足の人間、など現実には存在しないものが登場する。
マンデヴィルの旅行記の内容はいくつかの書物を典拠に旅物語風に編纂してできたものである。ボーヴェのヴァンサンの百科全書『世界の鏡』、フランシスコ会修道士オドリコの旅行記、アルメニア王国のヘイトンの『東洋史の精華』などから引用されている。そして、『世界の鏡』の中で引用されているフランシスコ会修道士プラノ・カルピニの報告書、大プリニウス、ソリヌス、ヒエロニムス、セビリャのイシドールスなどの文章、アレクサンドロス・ロマンスが孫引きされている。

## 旅行記の普及
当時の王侯・聖職者さえも熱中してマンデヴィルの旅行記を読み漁った。地理学者は旅行記を下地に新たな地図を作成し、マンデヴィルが没したと思われる1360年代には修道院の写本作家によってオランダ語、ゲール語、チェコ語、カタルーニャ語、ワロン語などのヨーロッパのさまざまな言語に翻訳されていた。ヨーロッパの主要図書館には300冊を超える写本が保存され、これはマルコ・ポーロの『東方見聞録』の4倍にあたるとも言われている。

## 影響
マンデヴィルの旅行記は、知識という点においてはほとんどなんの貢献も果たさなかった。しかしマンデヴィルは、旅行記にて一方向に航海することで世界を1周することができること、地球の反対側から故国に戻ってこられることを史上初めて証明したと主張し、民衆のほとんどが地球一周は不可能だと信じ込んでいた時代の一群の探検家に、未知の土地に対する神学的、現実的根拠を与えた。コロンブス、カナダ北東岸を探検した英国の航海者マーティン・フロビッシャーは航海にあたってマンデヴィルの旅行記を参考にし、エリザベス1世の寵愛を受け北米植民を企てた英国の軍人、探検家であるウォルター・ローリーは旅行記の内容がすべて真実であると断言した。15世紀、16世紀の探検家は、未知の土地に関してはマンデヴィルの情報に頼っていた。
文学面ではマンデヴィルは14世紀の大作家の1人とみなされ、ヴィクトリア朝期までマンデヴィルは英文学の父として称えられていた。シェイクスピアの戯曲、『リア王』の親を食らうスキタイ人、『テンペスト』の怪物のようにマンデヴィルの旅行記の影響をうかがわせるエピソードがあり、さらにエドマンド・スペンサーは『妖精の女王』に腰まで届く長い耳の男をマンデヴィルの旅行記から持ち出し、ジョン・ミルトンも1634年の仮面劇『コーマス』にマンデヴィルの怪物の一群を登場させている。他にも、ベン・ジョンソン、ジョナサン・スウィフト、サミュエル・ジョンソン、ダニエル・デフォー、サミュエル・コールリッジなどもマンデヴィルの旅行記を著作の素材としていたと言われている。
16世紀の探検家たちの活躍によってマンデヴィルの評価は下がり、19世紀のヴィクトリア朝期にはマンデヴィルの文学者としての評価も大きく下落する。研究者たちは旅行記の内容を過去の文献の引用と著者の空想によるものだと見なし、マンデヴィルは実際に東方に旅立っていないと結論付けた。また、マンデヴィルの旅行記は18世紀のイギリスで流通した安価なチャップ・ブックの題材として好まれ、あらすじをまとめた本として販売された。しかし、旅行記の内容はほとんど省略され、文章も原形をとどめていない簡素なものになっていたが、こうした形態は単純に珍奇な話を求めるチャップ・ブックの読者層に適していたとも言える。